# Nieuport 12

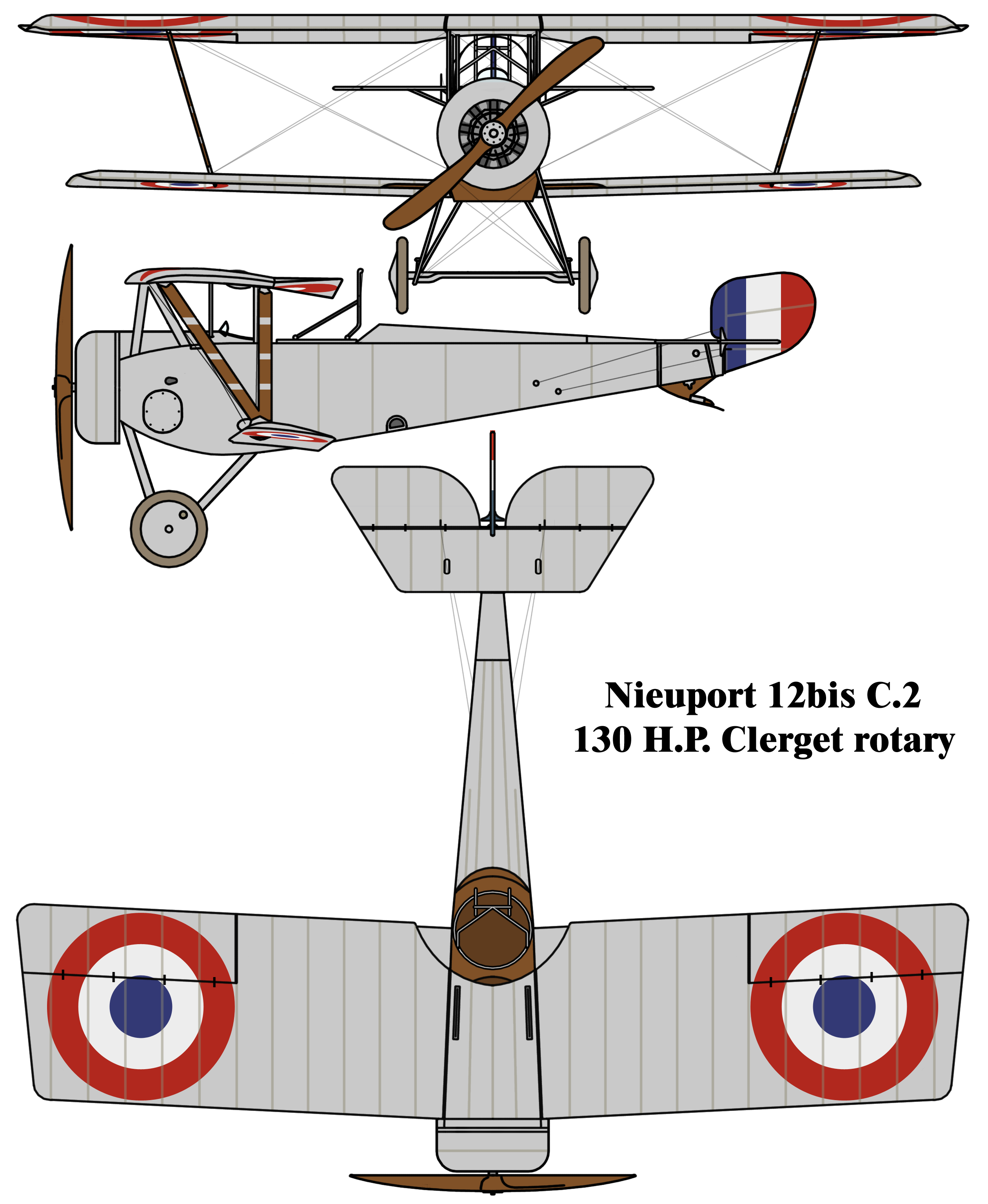
Nieuport 12bis C.2

Il Nieuport 12 fu un aereo militare multiruolo, monomotore e biplano, sviluppato dall'azienda aeronautica francese Société Anonyme des Établissements Nieuport negli anni dieci del XX secolo e prodotto, oltre che dalla stessa, anche dalla britannica William Beardmore and Company su licenza.
Introdotto nel 1915 come aereo da caccia e da osservazione biposto, venne impiegato a supporto dell'artiglieria a terra e come caccia di scorta dai reparti dell'Aéronautique Militaire, la componente aerea dell'Armée de terre (l'esercito francese), durante le prime fasi della prima guerra mondiale ed in seguito adottato anche dalla zarista Imperatorskij voenno-vozdušnyj flot e da entrambe le aeronautiche militari del Regno Unito, Royal Flying Corps (RFC) e Royal Naval Air Service (RNAS), rimanendo in servizio anche dopo il termine del conflitto in numerose forze aeree mondiali.

## Storia del progetto
Nel 1915 la Nieuport, sollecitata dalle esigenze belliche della prima guerra mondiale, affidò a Gustave Delage, direttore dell'ufficio tecnico dell'azienda, il compito di progettare nuovi modelli da caccia per rifornire i reparti francesi ed alleati coinvolti nel conflitto.
Delage elaborò quindi un progetto derivato dal precedente Nieuport 10, sostanzialmente una versione ingrandita e biposto dotata di una motorizzazione dalla maggior potenza che potesse essere impiegato in diversi ruoli. Come il suo predecessore il "modello 12" riproponeva l'impostazione tipica dell'epoca, un velivolo realizzato in legno e tela, monomotore in configurazione traente e dotato di carrello fisso.
In Italia dal 1916 volavano gli esemplari della Escadrille N 92 i - N 392 - N 561 per la difesa di Venezia.

## Utilizzatori
Argentina
- Aviación Naval de l'Armada de la República Argentina

 Belgio
- Aviation militaire/Militair Vliegwezen

 Cile
 Estonia
- Aviation Regiment

 Giappone
- Dai-Nippon Teikoku Kaigun Kōkū Hombu

 Grecia
- Vasilikòn Naftikòn

 Francia
- Aviation militaire
- Aéronautique navale

 Polonia
- Siły Powietrzne

 Portogallo
- Serviço Aeronáutico Militar

 Regno Unito
- Royal Flying Corps
- Royal Naval Air Service

 Romania
- Aeronautica Regală Românã

 Russia
- Imperatorskij voenno-vozdušnyj flot

 Russia
- Armata Bianca russa

 RSFS Russa
- Raboče-Krest'janskij Krasnyj vozdušnyj flot

 Serbia
- Srpska avijacija

 Siam
- Krom Akat Sayam

 Stati Uniti
- American Expeditionary Forces